# Cymodoce japonica
Cymodoce japonica là một loài chân đều trong họ Sphaeromatidae. Loài này được Richardson miêu tả khoa học năm 1906.